# Beinn a’ Chleibh
Beinn a’ Chleibh (gael. Beinn a’ Chlèibh) – szczyt w paśmie Tyndrum, w Grampianach Zachodnich. Leży w Szkocji, w regionie Argyll and Bute. 